# (100446) 1996 RC4
(100446) 1996 RC4 es un asteroide perteneciente a asteroides que cruzan la órbita de Marte, descubierto el 15 de septiembre de 1996 por el equipo del Near Earth Asteroid Tracking desde el Observatorio de Haleakala, Hawái, Estados Unidos.

## Designación y nombre
Designado provisionalmente como 1996 RC4.

## Características orbitales
1996 RC4 está situado a una distancia media del Sol de 1,703 ua, pudiendo alejarse hasta 2,089 ua y acercarse hasta 1,317 ua. Su excentricidad es 0,226 y la inclinación orbital 29,49 grados. Emplea 812 días en completar una órbita alrededor del Sol.

## Características físicas
La magnitud absoluta de 1996 RC4 es 16,8. Tiene 0,911 km de diámetro y su albedo se estima en 0,461.